# 매트릭스 (시리즈)

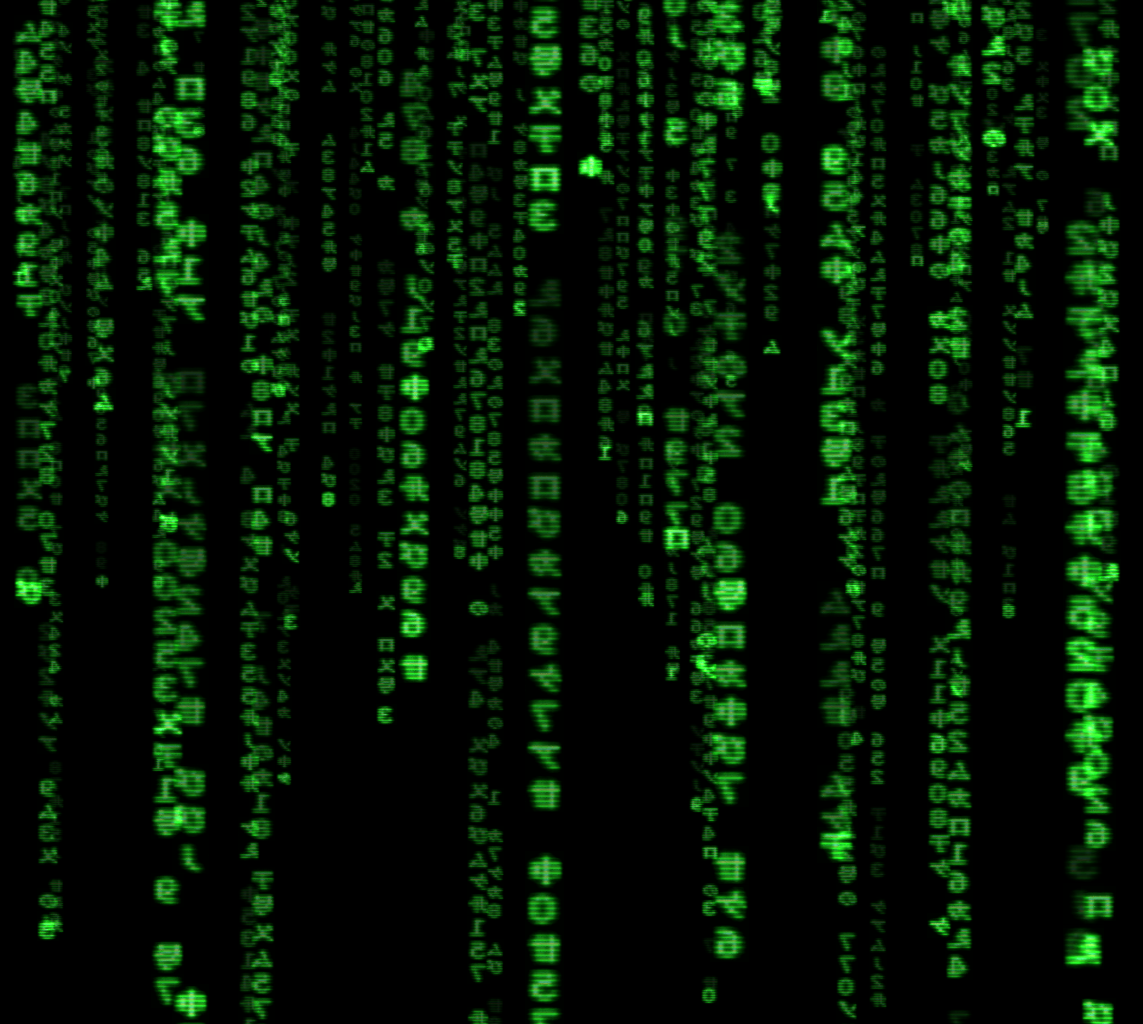
매트릭스 세계를 표현한 이미지

《매트릭스 시리즈》(The Matrix series) 또는 《매트릭스 프랜차이즈》(The Matrix franchise)는 워쇼스키 자매가 만든 트릴러지(trilogy, 3부작) 영화이다. 22세기 말 인간이 컴퓨터에 의해 양육되는 세계를 배경으로 하고 있다. 1999년 《매트릭스》가 첫 개봉된 이래 《애니매트릭스》, 《매트릭스 리로디드》, 《매트릭스 레볼루션》이 잇달아 개봉되었다. 비디오 게임으로는 외전 스토리를 띄는 《엔터 더 매트릭스》와 네오를 주인공으로 하는 《매트릭스: 패스 오브 네오》가 있다. 또, 온라인 게임으로 《매트릭스 온라인》이 있지만 대한민국에서는 수입되지 않았다.

## 시리즈 목록

### 영화 및 애니 시리즈
| 영화                 | 개봉                                  |
| -------------------- | ------------------------------------- |
| 매트릭스             | 1999년 5월 15일                       |
| 애니매트릭스         | 오시리스 최후의 비행 : 2003년 5월 8일 |
| 매트릭스 2: 리로디드 | 2003년 5월 15일                       |
| 매트릭스 3: 레볼루션 | 2003년 11월 5일                       |
| 매트릭스: 리저렉션   | 2021년 12월 22일                      |

### 게임 시리즈
| 게임                | 게임 유형   |
| ------------------- | ----------- |
| 엔터 더 매트릭스    | 비디오 게임 |
| 매트릭스: 네오의 길 | 비디오 게임 |
| 매트릭스 온라인     | 온라인 게임 |

## 함께 거론 되는 담론들
시뮬라크르와 시뮬라시옹
<매트릭스>에 대한 얘기에서 가장 많이 언급되는 것은 디지털 시대의 무한히 가능한 복제의 개념이다. 보드리야르의 시뮬라크르&시뮬라시옹은 영화 속에서도 잠깐 그 책이 나올 만큼 가장 직접적인 관계에 있다. 그에 따르면, 실재가 실재하는 것이 아닌 파생실재로 전환되는 작업이 시뮬라시옹이고, 모든 실재의 인위적 대체물이 '시뮬라크르(Simulacra)'이며, 현대인은 가상실재인 시뮬라크르의 미혹 속에서 살아가고 있다. 이처럼 가상실재가 실재를 지배하고 대체하여 재현과 실재의 관계가 역전됨으로써 더 이상 모사할 실재가 없어진 시뮬라크르들은 실재보다 더 실재 같은 하이퍼리얼리티(극실재)를 생산해낸다는 이론을 이어나갔다. 가상실재인 매트릭스가 실재 세계와 인간들의 삶을 대체한 극실재라고 할 수 있다.

### 플라톤의 동굴의 우화
매트릭스 안에서 살고있는 일반적인 사람들은 플라톤의 동굴의 우화에서 동굴 안쪽만을 보도록 결박된 죄수와도 같다. 자신들의 눈과 귀로 확인하고 있는(영화에서는 눈이 아닌 제공된 전기신호에 불과하지만) 것들이 사실 상당부분 왜곡된 이미지와 소리라는 것을 모르던 죄수가 결박이 풀려 동굴 밖 모닥불(혹은 태양)의 존재를 접했을 때 고통스러워 하는 장면은, 네오가 매트릭스의 개념을 처음 알게 되었을 때의 혼란스런 모습과 유사하다.

### 무한히 복제 가능한 디지털시대
매트릭스에서 요원들은 언제 어디에서든지 복제되어 나타난다. 이러한 요원들의 존재양식은 현대사회에서 디지털로 이루어진 정보들이 매우 쉽게 복제되어 세계 어디에서든 나타날 수 있다는 것을 의미한다. 이와 관련하여 발터 벤야민의 <기술복제시대의 예술 작품>에서 언급되는 '아우라의 소멸' 개념이 자주 등장하게 된다. 기술복제시대의 예술작품들은 더 이상 원본으로서의 '아우라'를 갖지 못하고, 복제품과 원본의 차이가 소멸하는 시대가 도래한다는 그의 생각은, 진짜와 가짜의 차이에 대한 논의 자체에 회의적으로 다가간다.

### 인식의 통제와 ‘나’ 혹은 ‘정신’의 존재
매트릭스 안의 사람들은 기계에 의해, 보고 듣고 말하는 모든 것들이, 자신들 모르게 통제되고 있다. 사람들은 이것이 미디어나 사회구조에 의해 사회적 인식이 통제되고 있는 현대사회와 우리를 의미하기도 한다고 말한다. 이러한 인식의 통제와 관련하여 마셜 맥루한의 '미디어가 곧 메시지다'라는 개념과 데카르트의 '악마에 의한 속임'등이 언급된다.
맥루한의《미디어는 메시지다》에서, 미디어를 '메시지'라고 규정한 것은 미디어가 그 자체로 메시지 기능이 있음을 주장하는 데서 더 나아가 TV나 컴퓨터 같은 뉴미디어가 인간의 감각 중 촉각을 특히 자극할 것이라는 생각에서였다. 그에게 있어서 미디어는 일반적인 매스미디어뿐만 아니라, 옷, 전광판, 만화, 사진 등 매우 광범위한 사물들 혹은 기술들을 의미했다. 그리고 인간과 인간 사이를 연결하는 커뮤니케이션으로서의 미디어를 연구하기보다는, 인간과 미디어 자체 사이의 관계에 관심이 많았다. 그는 미디어, 즉 기술이 우리 인간의 감각들 중 점점 더 많은 영역을 차지해 나갈 것이라 보았다. 매트릭스는 어쩌면 그러한 생각이 극단적으로 실현된 모습이라고 할 수 있겠다.
한편, 데카르트는 조금이라도 의심스러운 것은 모두 거짓으로 보고 전혀 의심할 수 없는, 절대적으로 확실한 것이 남는지의 여부를 살피는 태도, 즉 방법적 회의를 통해 결국 코기토, 에르고 숨(Cōgitō, ergō sum)의 진리를 얻는 과정에서 지금 현재 자신이 지극히 당연하다고 여기는 사실이나 눈 앞에 보이는 것들 조차 ‘악마의 속임’에 의한 것일 수 있다는 의심까지도 갖게 된다. 매트릭스는 우리를 애워싸고 있을 그 악마에 의한 속임 전체라고 볼 수 있을 것이다.

### 장자의 ‘호접지몽’
다음은 《장자》의 〈제물론편(齊物論篇)〉에 나오는 이야기이다. 장자가 어느 날 꿈을 꾸었다. 나비가 되어 꽃들 사이를 즐겁게 날아다녔다. 그러다가 문득 깨어 보니, 자기는 분명 장주가 되어 있었다. 이는 대체 장주인 자기가 꿈속에서 나비가 된 것인지, 아니면 나비가 꿈에 장주가 된 것인지를 구분할 수 없었다. 장주와 나비는 분명 별개의 것이건만 그 구별이 애매함은 무엇 때문일까? 이것은 사물이 변화하기 때문이다. 꿈이 현실인지 현실이 꿈인지, 도대체 그 사이에 어떤 구별이 있는 것인가? 장주와 나비 사이에는 피상적인 구별, 차이는 있어도 절대적인 변화는 없다. 장주가 곧 나비이고, 나비가 곧 장주라는 경지, 이것이 바로 여기서 말하고자 하는 세계이다. 물아의 구별이 없는 만물일체의 절대경지에서 보면 장주도 나비도, 꿈도 현실도 구별이 없다. 다만 보이는 것은 만물의 변화에 불과할 뿐인 것이다. 이처럼 피아(彼我)의 구별을 잊는 것, 또는 물아일체의 경지를 비유해 호접지몽이라 한다. 오늘날에는 인생의 덧없음을 비유해서 쓰이기도 한다.
장자가 어느날 자신이 나비가 되었던 꿈을 꾸고 일어났을 때, 꿈과 현실을 명확히 구분할 수 없다는 생각을 하게 된다. 영화초반에서 앤더슨도 비슷한 말을 한다. “가끔 꿈인지 생시인지 구분이 안 갈 때가 있어.” 또한 영화초반 에이전트들에게 잡힌 앤더슨은 배 속에 이상한 벌레를 넣게 된다. 그 후 바로 앤더슨은 잠에서 깨어나고 그 일이 꿈이었다고 생각한다. 그러나 곧 트리니티가 차안에서 그 벌레를 꺼내 보이자, 꿈이 아니었냐며 크게 놀란다.
그 후 앤더슨과 모피어스의 첫 만남에서 모피어스 역시 호접지몽과 아주 유사한 얘기들을 한다. “진짜 현실 같은 꿈을 꾼적이 있는가? 그런 꿈에서 깨어나면 그것이 꿈인지 생시인지 어떻게 알 수 있을까?”

### 미하일 바흐찐의 이론으로 분석한 매트릭스
- 언어의 다양성 이론 : 소설 속에는 다양한 언어가 서로 공존하며, 개별적이고 성격이 다른 이 언어들은 텍스트 안에서 서로 유기적으로 결합되고 조화하며 다양한 담론을 형성한다.

⇒ 매트릭스에는 철학, 종교, 문학 등 다양한 주제와 논의거리들이 작품의 감상을 방해하거나, 서로의 의미를 훼손시키지 않고 공존하며 다양한 담론을 형성한다.
- 탈중심화

바흐찐은 『소설 속의 담론』을 통해 단일적인 것(하나의 중심)보다는 다양성을 주장하였다. 단일적인 것으로 규제하고 통제하기보다는, 다양한 것들이 부딪히고 투쟁하는 과정 속에서 교향되는, 다른 언어를 통해 굴절된 의도를 표현한다는 의미를 도출.
주변이 중심을 탈중심화함으로써 중심과 주변의 관계가 아닌 주변과 주변의 관계를 도모한다.
⇒ 매트릭스에서는 기계라는 하나의 중심적인 권력에 의해 단일화 현상이 나타난다. 이에 맞서 네오를 중심으로 한 인간의 탈중심에의 노력, 주변과 주변의 관계를 도모하는 모습을 발견할 수 있다.
- 카니발 이론과 전복적 사유

바흐찐은 문화를 크게 고급 문화와 하급 문하의 두 층위로 구분하였다.
- 고급 문화 : 지배 계층, 공식적, 진지함, 엄숙주의적
- 하급 문하 : 피지배 계급, 비공식/탈공식적, 해학적, 무한한 표현의 세계

→ 봉건 제도하의 계급 사회에서 삶의 축제적 의식은 카니발 상태에서만 왜곡 없이 표현될 수 있었다.
“카니발은 사람들이 관람하는 구경거리가 아니다. 모든 사람들은 그 속에서 함께 살며 그것에 참여한다. 왜냐하면 카니발의 정신은 바로 모든 사람들에게 해당되기 때문이다. 카니발이 진행되는 동안에 다른 모든 삶은 존재하지 않는다. 카니발 기간 동안에 삶은 오직 카니발의 법, 즉 그 자체의자유의 법에 따르게 된다.”
카니발은 기성의 권위에 대한 거부를 바탕으로 하며, 본질적으로 생성과 변화에 대한 갈망, 비종결적이고 개방적인 미래 지향성을 특징으로 한다. 이러한 카니발의 세계관은 바흐찐의 ‘유쾌한 상대성’이라는 특유의 논리에 의해 지배되는데, ‘유쾌한 상대성’의 세계에서는 왕이 노예가 되고 현자가 바보가 된다거나, 현실과 공상 천국과 지옥의 구분이 모호해지는 등 모든 것이 뒤바뀌고 역전된다. 이러한 과정에서 성스럽고 경건한 모든 것들이 조롱의 대상이 된다. 이것이 만들어 내는 카니발의 웃음은 단순한 풍자에 그치는 것이 아니라, 여러 가지 장벽을 무너뜨리고 자유에 이르는 길을 열어주는 유쾌한 진리를 향한 생성의 웃음이다.
⇒ 탈중심화 이론의 연장선 상에서, 기계에 의해 짜여진 기존의 권위를 거부하고 이에 대한 전복을 꾀하는 피지배 계급으로서의 인간의 모습과 비유하여 볼 수 있다.

## 모호한 시나리오에 대해서
매트릭스는 3편 '레볼루션'에서 언뜻 보기에 모호한 엔딩으로 종결된다.
영화에서 확실히 나오지 않는 얘긴 아래와 같다.
- 매트릭스 1편 최후에 네오가 각성해 스미스를 소거한 것.
- 매트릭스 2편에서 스미스가 다시 부활하여 자신을 복제하기 시작한 것.
- 매트릭스 3편에서 스미스가 오라클을 동화시킨 것.

이것은 오라클의 계획이다. 매트릭스 3편의 네오와 스미스 간의 전투에서 스미스는 마지막에 이 계획을 깨닫고 함정이라고 외치지만, "이것은 당연한 사실이다."라는 네오의 말을 듣고 그를 제거하면 모든 일이 끝날 것이라 믿은 채 네오를 동화시킨다.
이미 매트릭스를 완전히 장악하는 바람에 아키텍트도 스미스를 제압할 수 없었고, 외부에서도 엑세스(접속)가 불가능한 폐쇄 프로그램 스미스에게 네오가 자발적으로 동화됨으로써 스미스의 구성 코드가 전달되자 네오에게 접속시키고 있던 기계 장치 신 데우스 엑스 마키나(아키텍트하고는 별개의 존재다)가 스미스에게 소거 프로그램을 주입한다. 그로 인해 네오/스미스는 소거되고(결과적으로 네오는 사망하여 소스로 돌아가게 된다.), 스미스들은 모두 연결된 동등한 존재이자 하나의 개체이기 때문에 함께 파멸한다. 이 때문에 스미스라는 바이러스는 매트릭스 시스템에서 사라지고 매트릭스는 7번째 디버깅을 맞게 된다.
마지막의 스미스와 네오의 동화. 이것은 오라클의 계획은 아니고 네오의 선택이었다. 그러나 결과적으로 오라클의 계획에 이런 행동이 있었을 거라고 예측할 수 있다. 오라클의 '아니, 난 몰랐어. 그러나 난 믿고 있었지. 믿고 있었어(Oh, no. No, I didn't. But I believed. I believed)'라는 대사가 이것을 의미.
영화의 마지막에서 아키텍트가 오라클에게 '매우 위험한 게임을 했군(You've played a very dangerous game)'이라고 하는 대사는 이 계획에 대한 말.
오라클은 인간과 기계의 전쟁을 끝나게 하기 위해 네오와 스미스라는 두 진영에 모두 큰 위협이 되는 존재를 만들기로 결심했다. 그로 인해 이 계획을 착안하고 진행했던 것.
하지만 다른 면에서는 인간은 자신의 운명을 개척해나가는 존재라는 것을 알려주기도 한다. 7번째 '선택받은 자'인 네오는 다른 '선택받은 자'들과는 달랐는데, 바로 현실세계에서 사랑하는 사람을 만나게 된 것이었다. 그는 이 때문에 이전의 '선택받은 자'들과는 아키텍트 앞에서 다른 선택([Zion}을 구하지 않고 그의 사랑하는 트리니티를 구하는 것)을 하며, 이는 사랑하는 사람을 구할 뿐더러 결국 기계와의 전쟁에서 휴전이 아닌 아예 종전시키는 결과에 이른다. 이렇듯 사람의 운명은 정해져있는 것이 아니라 개척하는 것이며, 하지만 그에 대한 책임과 결과는 모두 그 자신이 만들어 내는 것이라는 것을 영화는 마지막 네오와 스미스와의 격투 장면을 통해 전한다. 모든 매트릭스 체계를 점령했음에도 불구하고 네오가 싸움을 포기하지 않자 스미스는 당황해하며 "Is it freedom of truth perhaps peace or could it be love?, Delusions Mr. Anderson... Why why you persist?!"라며 그가 의미 없는 싸움을 계속 하는 이유를 물어본다. 하지만 그는 단순히 "Because I Chose to"(왜냐하면 난 선택했기 때문이지)라고 하며 이 전에 기계신과 성사된 계획을 진행시키며 매트릭스를 디버깅한다. 이를 통해 네오는 모든 선택은 어떠한 결과를 낳을 것을 알고 있었으며 그 결과를 최선으로 바꾸기 위해 노력했고, 그는 운명과 다른 길을 걸었음에도 운명을 따랐을 때 보다 더 나은 결과를 가져왔다는 것을 보여주었다.

## 책

### 공식 출판물
- The Art of the Matrix by Spencer Lamm (Newmarket Press, 2000) ISBN 1-55704-405-8
- The Matrix Comics by various (Titan Books, 2003) ISBN 1-84023-806-2
- The Matrix Comics Volume 2 by various (Titan Books, 2005) ISBN 1-84576-021-2
- The Matrix Shooting Script by Larry and Andy Wachowski (with introduction by William Gibson) (Newmarket Press, 2002) ISBN 1-55704-490-2
- Enter The Matrix: Official Strategy Guide by Doug Walsh (Brady Games, 2003) ISBN 0-7440-0271-0
- The Matrix Online: Prima Official Game Guide (Prima Games, 2005) ISBN 0-7615-4943-9
- The Matrix: Path of Neo Official Strategy Guide (Brady Games, 2005) ISBN 0-7440-0658-9

### 비공식 출판물
- Jacking In to the Matrix Franchise: Cultural Reception and Interpretation by Matthew Kapell and William G. Doty (Continuum International, 2004) ISBN 0-8264-1587-3
- Taking the Red Pill: Science, Philosophy and Religion in "The Matrix" by Glenn Yeffeth (Summersdale, 2003) ISBN 1-84024-377-5
- Matrix Warrior: Being the One by Jake Horsley (Gollancz, 2003) ISBN 0-575-07527-9
- The "Matrix" and Philosophy: Welcome to the Desert of the Real by William Irwin (Open Court, 2002) ISBN 0-8126-9502-X
- More Matrix and Philosophy by William Irwin (Open Court, 2005) ISBN 0-8126-9572-0
- Like a Splinter in Your Mind: The Philosophy Behind the "Matrix" Trilogy by Matt Lawrence (Blackwell, 2004) ISBN 1-4051-2524-1
- The Matrix (British Film Institute, 2004) ISBN 1-84457-045-2
- Matrix Revelations: A Thinking Fan's Guide to the Matrix Trilogy by Steve Couch (Damaris, 2003) ISBN 1-904753-01-9
- Beyond the Matrix: Revolutions and Revelations by Stephen Faller (Chalice Press, 2004) ISBN 0-8272-0235-0
- The "Matrix" Trilogy: Cyberpunk Reloaded by Stacy Gillis (Wallflower Press, 2005) ISBN 1-904764-32-0
- Exegesis of the Matrix by Peter B. Lloyd (Whole-Being Books, 2003) ISBN 1-902987-09-8
- The Gospel Reloaded by Seay Garrett (Pinon Press, 2003) ISBN 1-57683-478-6
- The "Matrix": What Does the Bible Say About... by D. Archer (Scripture Union, 2001) ISBN 1-85999-579-9
- Journey to the Source: Decoding Matrix Trilogy by Pradheep Challiyil (Sakthi Books 2004) ISBN 0-9752586-0-5
- Exploring the Matrix: Visions of the Cyber Present by Karen Haber (St. Martin's Press, 2003) ISBN 0-312-31358-6
- Philosophers Explore The Matrix by Christopher Grau (Oxford University Press, 2005) ISBN 0-19-518107-7

## 같이 보기
- 사이버펑크
- 미트릭스
- 레드필과 블루필(en:Red pill and blue pill)